# Nova Action
Nova Action je česká neplacená komerční televizní stanice patřící k Nova Group, která je zaměřena hlavně na mužské publikum s vysíláním akčních, kriminálních filmů a kriminálních seriálů a sportu. Stanice začala vysílat 14. července 2012. Tak jako ostatní kanály Nova Group patří pod společnost TV Nova, která spadá pod CME. Nova Action nese svůj nynější název od 4. února 2017, kdy došlo k přejmenování kanálu Fanda na Nova Action za účelem sjednocení názvů kanálů skupiny Nova.

## Historie

### 2011–2012: Přípravy vysílání
První informace o spuštění nového kanálu Nova Group přišly v únoru 2011, kdy si CET 21 nechal zaregistrovat nové názvy pro své kanály Nova Doma, Nova Lady, Nova Family, Nova Kids, Nova Hobby, Nova Cartoon a Nova Music. O pár dní na to si zaregistrovala ještě Nova Men, Nova Action, Nova Zone a Nova Arena. Což vyvolalo mezi lidmi otázky zda chystá kanál spíše pro ženy či muže. Televize se k registracím vyjádřila, že průběžně připravuje několik kanálů a s jedním dokončuje přípravy. Dále se také objevovaly názvy fanda, FANDA, koukej! a do toho!
V srpnu 2011 provozovatel TV Nova žádá k povolení vysílání nového kanálu určeného pro muže, čímž se rozhodlo, že chystaný kanál nebude dámský. Licenci k vysílání nové televizní stanice pro CET 21 byla získána 23. srpna 2011. Pracovní název získala Kanál 5. V médií se však dále objevovaly názvy Nova Action nebo Nova Men. Plánovaný start se dlouho odkládal na dobu neurčitou, ale licence přikazovala spustit kanál do roka od schválení žádosti.
Na začátku letních měsících v roce 2012 žádá CET 21 u RRTV o změnu názvu stanice na nový název Fanda. Součástí byla i žádost o satelitní vysílání. V červenci televize Nova oznámila tiskovou konferenci, která se konala 10. července 2012, kde médiím představila novou televizní stanici.

### 2012–dosud: Začátek vysílání, současnost
Na tiskové konferenci TV Nova oznámila, že stanice odstartuje 14. července 2012. Dále zde také bylo oznámeno, že Fanda bude šířen pouze u kabelových a IPTV operátorů a také na satelitu. O šíření prostřednictvím pozemního vysílání se teprve vyjednávalo. Během svého prvního vysílacího dne Fanda nabídl český film Kajínek, životopisné drama Rudý Baron, Tuningové války, Automag, přímý přenos z boxerského zápasu a po půlnoci erotiku z produkce Playboye.
O měsíc později se Nova rozhodla umístit Fandu i do DVB-T, přesněji se zde objevil 24. srpna 2012 v multiplexu 4. Od října 2012 je kanál Fanda také součástí měření sledovanosti. V první vysílací den Fanda dosáhl 0,46% podílu na publiku, přičemž nejsledovanějším pořadem byl seriál V, který sledovalo přibližně 22 tisíc diváků. Pro změnu v září 2012 si nechala televize Nova zaregistrovat hanlivý název stanice Fanda – Frnda. V lednu 2013 přesouvá start hlavního programu na 20.20 po vzoru hlavního kanálu Nova. Od 23. února 2013 uvádí Fanda svůj druhý původní pořad Digiport s Veronikou Hong, prvním byl pořad Red News.
V roce 2013 se také dostaly spoty televize Fanda a propagační spot pro Hlas Česko Slovenska do užších nominací na ceně PromaxBDA za nejlepší reklamní a promo televizní kampaně. V červnu 2013 začala stanice vysílat 21–24 hodin denně.
U příležitosti svých 23. narozenin se Nova rozhodla přejmenovat od 4. února 2017 kanál Fanda na Nova Action. Také byly přejmenovány kanály Smíchov na Nova 2 a Telka na Nova Gold.

## Program
Stanice Nova Action se zaměřuje na mužské publikum. Vysílá 21–24 hodin denně. Odpovídá tomu i složení programu. Ve vysílání se objevují filmy a seriál s akční tematikou, sportovní události či erotické filmy. Program je tedy složen spíše ze zahraniční akvizice, vlastní tvorba se objevuje velmi zřídka. Řada zahraničních seriálů byla z hlavního kanálu Novy přesunuta na stanici Nova Action v premiéře.

### Vlastní tvorba
Kanál Nova Action představil ve své vlastní tvorbě své erotické zpravodajství Red News, které se již před startem objevovalo na internetovém webu Nova Group. Přesunuty sem byly i pořady z placeného kanálu Nova Sport 1. Posledním vlastním pořadem byl Digiport, který byl představen s Veronikou Hong v roli moderátorky.

### Zahraniční akvizice
Zahraniční seriály a filmy tvoří značnou část programu. Na kanále se objevují světově známé seriály jako Kobra 11, Kriminálka New York, Alcatraz, Kriminálka Miami, Útěk z vězení, Hvězdná brána: Atlantida, Arrow, 24 hodin, Třetí hlídka, Chladnokrevné zločiny, Hranice nemožného apod. Řada z nich se ve vysílání objevuje v premiéře.
Vysílané pořady:
- 24 hodin (24)
- Agenti S.H.I.E.L.D. (Agents of S.H.I.E.L.D)
- Alcatraz (Alcatraz)
- Arrow (Arrow)
- Beze Stopy (Without a Trace)
- Bratři v dieselu (Diesel Brothers)
- Černá listina (The Blacklist)
- Dannyho akťáky (Counting Cars)
- Hledači pokladů (American Pickers)
- Hranice nemožného (Fringe)
- Hvězdná brána: Atlantida (Stargate: Atlantis)
- Chladnokrevné zločiny (Cold Blood)
- Kobra 11 (Alarm für Cobra 11 – Die Autobahnpolizei)
- Kriminálka Las Vegas (CSI: Crime Scene Investigation)
- Kriminálka Miami (CSI: Miami)
- Kriminálka New York (CSI: NY)
- Letecké katastrofy (Mayday)
- Lovci zločinců (Person of Interest)
- Mezi žraloky (Shark Tank)
- Mistři aukcí (Auction Kings)
- Mistři zastavárny (Pawn Stars)
- Mrtvý bod (Blindspot)
- Myšlenky zločince (Criminal Minds)
- Námořní vyšetřovací služba (NCIS)
- Námořní vyšetřovací služba: New Orleans (NCIS: New Orleans)
- Noční směna (The Night Shift)
- Policie Battle Creek (Battle Creek)
- Policie Chicago (Chicago P.D.)
- Ray Donovan (Ray Donovan)
- Ripleyho věřte nevěřte (Ripley's Believe It or Not!)
- Six (Six)
- Sherlock Holmes: Jak prosté (Elementary)
- Strážci hranic: Austrálie (Border Security - Australia's Front Line)
- Training Day (Training Day)
- Třetí hlídka (Third Watch)
- Útěk z vězení (Prison Break)
- Válka skladů (Storage Wars)
- Válka stěhováků (Shipping Wars)
- Vražedná čísla (NUMB3RS)
- Walker, Texas Ranger (Walker, Texas Ranger)
- Whiskey Cavalier (Whiskey Cavalier)
- Zákon a pořádek: Útvar pro zvláštní oběti (Law & Order: Special Victims Unit)
- Zákon a pořádek: Zločinné úmysly (Law & Order: Criminal Intent)
- Zoo (Zoo)

### Sport
V programu se také objevují sportovní události. Jedná se o živé i předtočené záznamy. Nechybí ani různé pořady týkající se různých druhů sportu. Nabízí či nabízela Tuningové války, Auto-mag, zápasy v boxu, K.O. Night Show, Fight Club news, European Poker Tour, zápasy v basketbalu, fotbale či hokeji,
UEFA Europa League,
Carabao Cup,
DFB-Pokal,
Ligue 1,
Ligue 2,
Major League Soccer,
ATP World Tour,
NBA,
Basketball Champions League,
Házená Bundesliga,
Premiership Rugby,
Rugby six Nationas,
NHL,
Sweden Floorball League,
MotoGP,
FIA Karting Championship,
UFC,
Horse Racing,
Poker pro Voyo,
Snooker/Pool.

## Nova Action HD
V únoru 2013 vystoupil ředitel stanice Marek Kindernay s informací, že HD verze stanice je připravena k testování a pokud bude úspěšné, stanici spustí co v nejbližší době. Původní datum spuštění HD verze v multiplexu 4 bylo 8. března 2013, ale nekonalo se tak. V tento den byla HD verze spuštěna pouze v nabídce digitální kabelové televizi UPC. Nova Action HD nabízí možnost sledovat v nejvyšší kvalitě film, seriály, sportovní přenosy i původní tvorbu. Od 25. ledna 2016 je kanál k dispozici v satelitní službě Skylink. Podmínkou je mít Skylink kartu a základní balíček Digital HD, protože je zakódován systémem Irdeto.

## Sledovanost
V první vysílací den kanál dosáhl 0,46% podílu na publiku, přičemž nejsledovanějším pořadem byl seriál V, který sledovalo přibližně 22 tisíc diváků. O pár dní později Nova Action překročil hranici 100 tisíc diváků při fotbalovém zápasu Evropské ligy UEFA, který zaznamenal celkem 132 tisíc diváků. Za první měřený měsíc kanál dosáhl 0,95% podílu na publiku 15+ v celodenním programu.
Dne 2. července 2013 stanice dosáhla v cílové skupině diváků od 15 do 54 let v prime time historicky nejvyššího podílu 6,90 procenta, za celý den pak 5,96 procenta.
V roce 2014 je průměrný podíl na publiku v hlavním vysílacím čase mezi muži 15–54 u TV obrazovek 2,64 %.
V roce 2019 dosáhla stanice průměrné sledovanosti 2,3 % diváků ve skupině 15–54 let.

## Dostupnost
Stanice je volně dostupná v multiplexu 24, v satelitních platformách, kabelové a IPTV televizi.

## Loga stanice

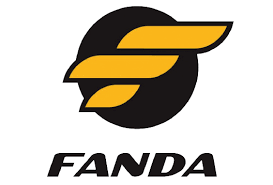
První logo stanice (2012–2017)
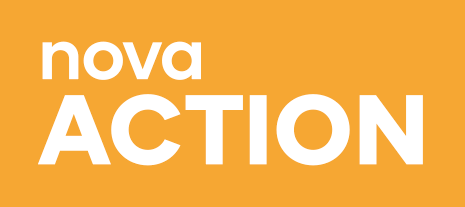
Druhé logo stanice (2017–2021)
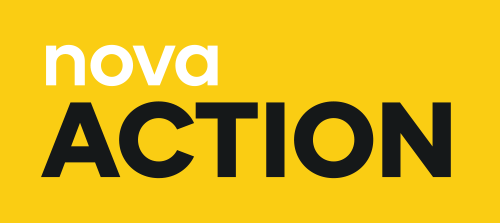
Třetí logo stanice (2021–současnost)